# Antonio de Viant
Antonio de Viant (Zaragoza, ¿? - ¿?; fl. 1535-¿1539?) fue un organista español y el primer maestro de capilla documentado de la Catedral de Huesca.

## Vida
Es muy poco lo que se sabe de Antonio de Viant. Las primeras noticias suyas que se tienen son de 1535, cuando fue contratado para servir de organista y maestro de capilla de la Catedral de Huesca, siendo responsable de la polifonía de la capilla y del canto llano. Es el primer maestro de capilla que está documentado en la metropolitana oscense.

Capitulacion entre el cabildo y el magnifico Martin de Araus infançon, ciudadano de Huesca, procurador de Anton de Labiano natural de Çaragoça, musico en organo y en canto. Con la presente capitulacion conducen los señores lugarteniente de dean, canonigos y capitulo de la Seo de Huesca Anthonio Viant tañer el organo y por maestro de capilla y cantor de la dicha Seo y es del tenor siguiente. Primo se obliga dicho Anthonio de Viant tañer el organo de la dicha Seo todos los dias y horas que es costumbre tañer el organo en dicha Seo y fuera della en otra yglesia qualquiere que el capitulo dicho vaya. Assimesmo so obligo en dreçar el canto como maestro de capilla y cantar el canto de organo y llano en el choro y fuera del donde el capitulo fuere. Item se obliga el dicho capitulo dar al maestro Anthonio ochenta ducados de oro pagaderos en dos tandas del Corpus y sanct Martin. Item se obliga que no se puede ausentar sin licencia del dicho capitulo. Item se obliga dicho Anthonio de Viant a serbir a dicha Seo de Huesca dentro del año 1535.
Actas capitulares de la Catedral de Huesca, 21 de marzo de 1535

No se sabe nada más del maestro Viant. En 1539 el cargo de Viant fue dividido en dos, el de organista, que fue ocupado por Beltrán de Liarte, y el de maestro de capilla, que fue entregado a Antonio Sánchez. Se supone que Viant permaneció en el cargo hasta 1539, aunque no existe documentación explícita mencionandolo.